# Eiskalt
Eiskalt è un singolo della rapper kosovaro-svizzera Loredana, pubblicato il 2 agosto 2019 come terzo estratto dal primo album in studio King Lori.
Il brano vede la partecipazione del rapper kosovaro Mozzik.

## Video musicale
Il video musicale è stato reso disponibile il 1º agosto 2019.

## Tracce
Testi di Loridana Zefi e Gramoz Aliu, musiche di Laurin Auth e Joshua Allery.
1. Eiskalt (feat. Mozzik) – 2:31

## Classifiche

### Classifiche settimanali
| Classifica (2019) | Posizione massima |
| ----------------- | ----------------- |
| Austria           | 2                 |
| Germania          | 2                 |
| Svizzera          | 7                 |

### Classifiche di fine anno
| Classifica (2019) | Posizione |
| ----------------- | --------- |
| Austria           | 37        |
| Germania          | 34        |